# Isometrum giraldii
Isometrum giraldii là một loài thực vật có hoa trong họ Tai voi. Loài này được (Diels) B.L. Burtt mô tả khoa học đầu tiên năm 1960.